# Parepedanulus
Parepedanulus – rodzaj kosarzy z podrzędu Laniatores i rodziny Epedanidae. Gatunkiem typowym jest Parepedanulus sarasinorum.

## Systematyka
Opisano dotąd zaledwie 2 gatunki z tego rodzaju:
- Parepedanulus bimaculatus Roewer, 1915
- Parepedanulus sarasinorum Roewer, 1913